# Arthur Scott King
Arthur Scott King, född 18 januari 1876, död 17 april 1957, var en amerikansk fysiker.
Arthur Scott King blev filosofie doktor 1903 och föreståndare för fysikaliska laboratoriet vid Mount Wilson-observatoriet 1908. King utförde talrika spektroskopiska arbeten, i vilka han bland annat undersökte fysikaliska betingelsers inflytande på båg- och gnistspektra, genomförde en temperaturklassifikation av spektrallinjer och undersökte zeemaneffekten.